# Show Your Bones
Show Your Bones è il secondo album discografico degli Yeah Yeah Yeahs, pubblicato il 27 marzo 2006.
Il disco è stato in nominato ai Grammy Awards dell'11 febbraio 2007 nella categoria Best Alternative Album.
Nel dicembre del 2006, Show Your Bones è stato nominato secondo miglior album dell'anno 2006 dalla NME.
Per quanto riguarda le vendite, l'album si è posizionato al settimo posto della Official Albums Chart e all'undicesimo della Billboard 200.

## Tracce
1. Gold Lion – 3:07
2. Way Out – 2:51
3. Fancy – 4:24
4. Phenomena – 4:10
5. Honeybear – 2:25
6. Cheated Hearts – 3:58
7. Dudley – 3:42
8. Mysteries – 2:35
9. The Sweets – 3:55
10. Warrior – 3:42
11. Turn Into – 4:07
12. Déjà Vu (UK Bonus Track) – 3:22

## Formazione
- Karen O - voce
- Nick Zinner - chitarra
- Brian Chase - batteria